# Адамовский, Тимоте
Тимоте Адамовский (собственно Тымотеуш Адамовский, пол. Tymoteusz Adamowski, однако предпочитал галлизированную форму имени Тимоте́, фр. Timothée; 24 марта 1857, Варшава — 18 апреля 1943, Бостон) — американский скрипач польского происхождения.
Учился в Варшавской консерватории у Аполлинария Контского, затем в 1876—1879 гг. в Парижской консерватории у Ламбера Массара. По окончании курса выехал в США. Сопровождал в гастрольном туре певицу Клару Келлог.
В 1884 г. обосновался в Бостоне. До 1907 г. (с перерывом на сезон 1887/1888) скрипач Бостонского симфонического оркестра, в 1891—1894 и 1903—1907 гг. руководил программами лёгкой музыки. В 1887 г. основал собственный струнный квартет, завоевавший определённую известность; ансамблю, в частности, посвятил свой пятый струнный квартет Джордж Уайтфилд Чедуик. В 1896—1914 гг. руководил также фортепианным трио Адамовских, в составе которого выступали его брат, виолончелист Юзеф Адамовский и жена брата, пианистка Антонина Шумовская (иногда вместо неё Карл Берман).
В 1907—1933 гг. преподавал в Консерватории Новой Англии.